# Département Rhône
Das Département du Rhône ist das französische Département mit der Ordnungsnummer 69. Es liegt im Südosten des Landes in der Region Auvergne-Rhône-Alpes und wurde nach dem Fluss Rhône benannt.

## Geografie
Die Rhône berührt das Département seit der Ausgliederung der Metropole Lyon nur noch in einigen kürzeren Teilstrecken im Südosten und Süden, wo sie – von Osten kommend und nach Süden abfließend – jeweils die Grenze des Départements bildet. Ihr Nebenfluss Saône bildet von Norden kommend die Ostgrenze der Nordhälfte des Départements und mündet im Stadtzentrum von Lyon in die Rhone.
Westlich von Rhone und Saône liegen die Hügellandschaften des Beaujolais mit dem ca. 1010 m hohen Mont Saint-Rigaud als höchstem Gipfel im Norden des Départements sowie der Monts du Lyonnais südlich davon.
Hauptstadt des Départements und des zweitgrößten Ballungsraums Frankreichs ist die Millionenstadt Lyon.
Das Département Rhône grenzt an die Départements Ain, Isère, Loire, Saône-et-Loire und die Metropole Lyon.

## Geschichte
Das Département Rhône entstand am 19. November 1793, als das Département Rhône-et-Loire in die Départements Rhône und Loire aufgeteilt wurde.
Zum 1. Januar 2015 wurden die Gemeinden der Communauté urbaine de Lyon aus dem Département Rhône ausgegliedert, zugleich wurde aus dem Gemeindeverband eine Gebietskörperschaft mit Sonderstatus und Bezeichnung Métropole de Lyon, die die Aufgaben eines Départements und eines Gemeindeverbands ausübt.
Von 1960 bis 2015 war es ein Teil der Region Rhône-Alpes, die 2016 in der Region Auvergne-Rhône-Alpes aufging.

## Wappen
Beschreibung: In Rot und Gold gespalten ist vorn ein silberner Löwe unter einem blauen Schildhaupt mit drei goldenen Lilien und hinten ein  schwarzer rotbewehrter und -gezungter Löwe, überdeckt von einem roten fünflätzigen Turnierkragen.

## Verwaltungsaufbau

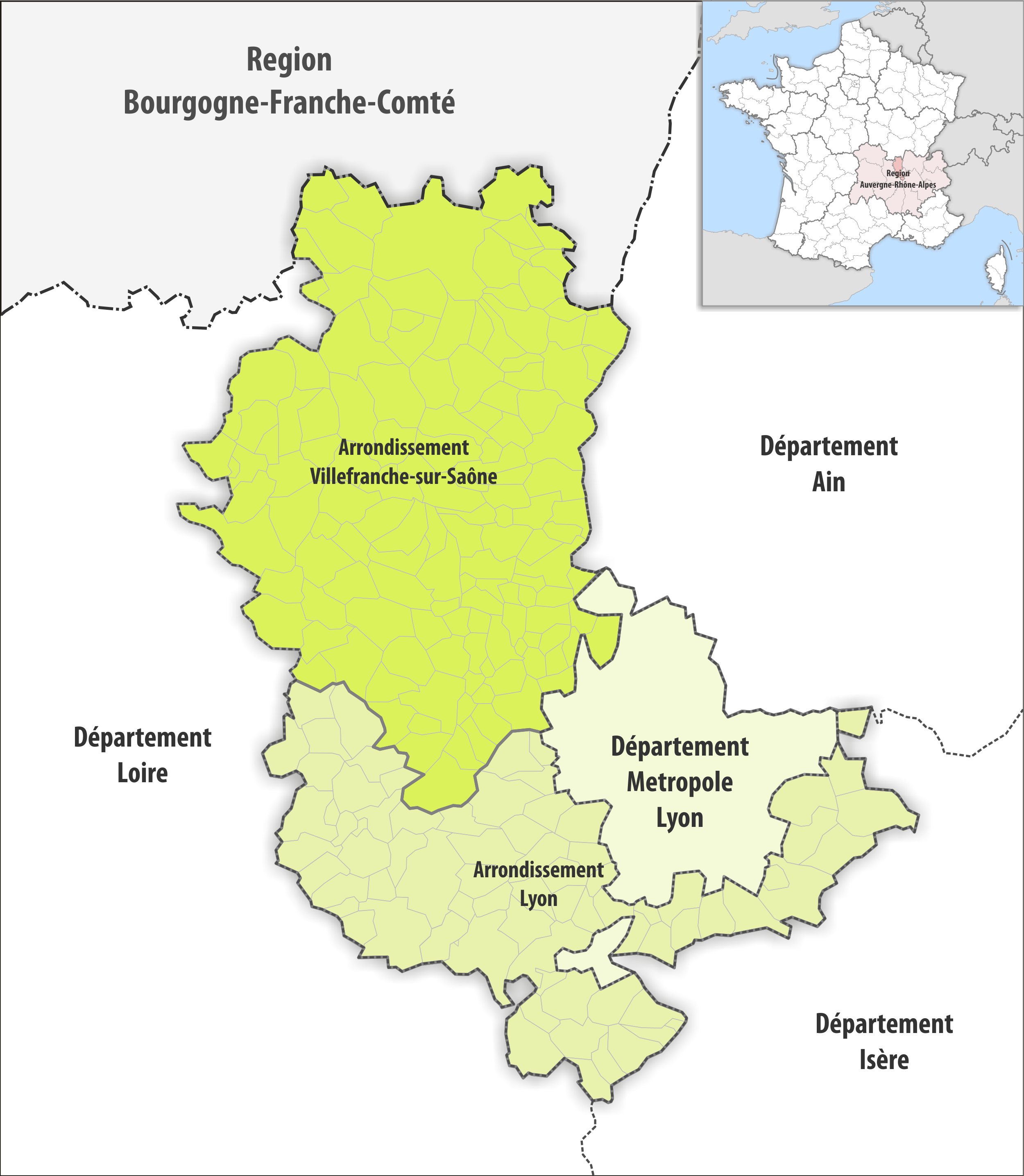
Gemeinden und Arrondissements im Département Rhône

Das Département Rhône gliedert sich in zwei Arrondissements und 266 Gemeinden.
| Arrondissement         | Kantone | Gemeinden | Einwohner 1. Januar 2022 | Fläche km² | Dichte Einw./km² | Code INSEE |
| ---------------------- | ------- | --------- | ------------------------ | ---------- | ---------------- | ---------- |
| Lyon                   | 6       | 134       | 1.648.903                | 1.000,89   | 1.647            | 691        |
| Villefranche-sur-Saône | 8       | 132       | 259.079                  | 1.724,55   | 150              | 692        |
| Département Rhône      | 13      | 266       | 1.907.982                | 3.259,12   | 585              | 69         |

Siehe auch:
- Liste der Gemeinden im Département Rhône
- Liste der Kantone im Département Rhône
- Liste der Gemeindeverbände im Département Rhône